# 네이트 하틀리
네이트 하틀리(Nate Hartley, 1992년 1월 17일 ~ )는 미국의 배우이다.

## 출연 작품
- 안녕, 프랭크 (2014)
- Feels So Good (2013)
- 무비 43 (2013)
- 워킹 클래스 (2011)
- 스페이스 비트윈 (2010)
- 드릴빗 테일러 (2008)
- 사람 만들기 (2008)
- 그레이트 벅 하워드 (2008)

### 텔레비전
- 아이칼리 (2007)